# 美国宪法历史
《美利坚合众国宪法》自1789年生效以来，一直是美国的最高法律。这部文件起草于1787年费城会议，在1787至1788年间通过各州的批准程序而正式确立。宪法自颁布以来共计修正二十七次，其中最具影响力的修正案包括前十条《权利法案》以及在南北战争结束后通过的三项《重建修正案》。
《美国宪法》的产生源于对《邦联条例》的改革诉求。《邦联条例》是美国最初的宪政文件，其设立的中央政府权力有限，仅为十三个州提供松散的联盟结构。由于这种制度难以应对国家层面的经济、军事与外交挑战，因此改革的呼声日益高涨。1787年5月至9月，来自十三州中十二个州的代表齐聚费城召开制宪会议，意图设计一个更为稳固和有力的国家架构。在费城会议上，与会代表们提出了两种基本的制度构想。主张强大中央政府的一派，后来被称为联邦党人，提出“弗吉尼亚方案”，建议按人口比例设立立法代表，使大州在联邦政府中拥有更大话语权。而另一派则更倾向保留各州平等地位，这一派主张“新泽西方案”，即每州无论人口多少均有同等代表权。这两种方案的矛盾最终通过“康涅狄格妥协”得以调和：立法机关由两院组成，众议院按人口比例代表各州，参议院则为各州提供均等代表。除了政府结构问题外，代表们还围绕奴隶制及是否在宪法中立即加入权利保障问题展开激烈辩论。尽管最终通过的宪法并未包括《权利法案》，但许多州在批准宪法时提出了附带条件，要求新政府成立后必须优先通过权利法案来保障公民自由。
1787年9月，完成起草的宪法被送交当时的邦联议会，后者同意将其转交各州举行批准大会。在批准过程中，《联邦党人文集》开始陆续发表于报纸中，为宪法提供详尽的解释与辩护。这些文章由亚历山大·汉密尔顿、詹姆斯·麦迪逊和约翰·杰伊撰写，对联邦体制及宪法精神进行了理论阐释。到1788年9月，已有十一州完成批准程序，邦联国会据此宣布新宪法获得足够批准，并安排于1789年3月4日正式施行。1789年3月，新联邦政府在纽约成立。北卡罗来纳州直到《权利法案》获得通过后才批准宪法，而最初坚决反对的罗德岛州则在面临贸易封锁威胁的情况下最终加入联邦。
1791年，十项修正案作为《权利法案》获得批准，为美国公民提供诸如言论、宗教、新闻、集会及请愿等自由的法律保障。尽管《权利法案》最初只适用于联邦政府，但通过联邦最高法院逐步实施的合并原则，这些保障后来亦被扩展至州政府的行为中。除了《权利法案》外，《美国宪法》的其他修正案涵盖了联邦与州之间的权力划分、选举程序、政府官员任期、扩大选举权、联邦财政机制以及国会议员薪资调整等多个方面。尤其是在1865至1870年间通过的三项《重建修正案》，彻底废除了奴隶制度、确立法律面前的平等保护原则，并限制各州对公民投票权的干预。
美国宪法的具体含义由联邦法院体系通过司法审查机制加以解释。美国最高法院在此过程中扮演关键角色，其判决不仅影响宪法的实施，也在不断塑造宪法的实际内涵。时至今日，这部宪法的原始手稿被珍藏于华盛顿的国家档案馆大楼，作为国家政治和法律制度的重要见证。

## 殖民地时期

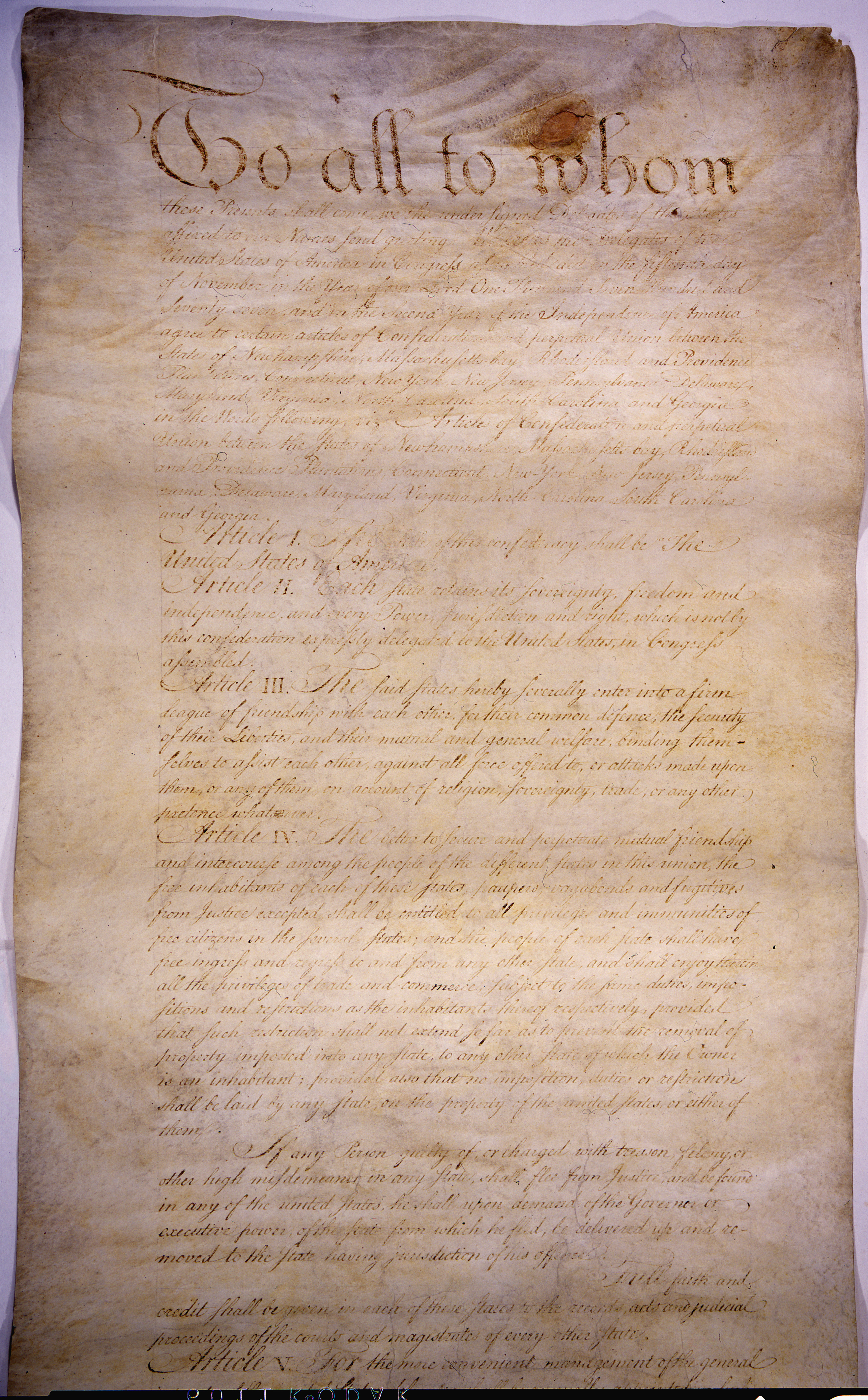
The Articles of Confederation provided for a loose association of states.

### 殖民地背景
1607年，英国政府派遣一些农民到新大陆建立一个前哨站点詹姆斯敦（位于现在的維珍尼亞州）。伦敦的維吉尼亞公司成为第一个在北美建立英国定居点的机构。英国国王给与了公司股东“为定居点的利益和福利”而立法的“完全权利和授权”。詹姆斯敦的殖民者建立了一个代表大会，为后续的殖民地探险者政府建立了一个先例。
詹姆斯敦在经济上并不成功。由于严重的饥荒，105名先驱者中，67人在到达一年内死亡，甚至发生了吃人事件。1609年800名新定居者到达，但是一年之内定居者的数目减少到60。1607年至1623年之间抵达詹姆斯敦的6000名定居者中有4800人死于疾病、饥荒和与印第安人之间的战争。

### 分裂主义者和五月花号及冲击
第一个新英格兰殖民地于1620年建立。一些希望从英国教会分离的极端分裂主义清教徒乘上了五月花号前往新世界——美洲，并在现在的马萨诸塞州普利茅斯登陆。在上岸之前，44名男性成人乘员（女性在当时没有政治地位）中的41人于1620年11月21日签订了五月花号公约:57。
五月花号公约的签署者在当时并不属于維珍尼亞殖民公司的法制范围中，当时该公司只有管理維珍尼亞的权利。分裂主义领导人为了防止乘员进入无政府状态，在清教牧师威廉·布雷福德（William Bradford）的发起下，签署了公约。五月花号公约实际上是一个政治声明，签署者同意创建并服从一个政府。
五月花号公约具有历史和政治两面影响。它为美国历史上的类似合约开创了先例，即该政府是基于被管理者的同意而成立的，而且将以法治国。

### 殖民地和政府
另一个新英格兰殖民地于1630年被麻萨诸塞湾殖民者建立。随后建立的殖民地还有罗德岛州、康涅狄格州、新罕布什尔州等。在殖民时期，北美殖民者发展出一种受限制的政府的概念。因为伦敦太过遥远，伦敦只是在理论上统治这些殖民地，殖民者得以自治和自行立法，例如1639年的《康涅狄格根本法》。1641年的马萨诸塞自由法规规定了对个人权利的保护，并且成为殖民地法律的一部分。1682年，《宾夕法尼亚施政大纲》被通过了，并且和1701年通过的宾夕法尼亚权利法案一起成为美国宪法和权利法案的先例。在1776年第二次大陆会议宣布美国独立之后，各州迅速建立了自己的宪法。

### 英国的限制和殖民地的反抗

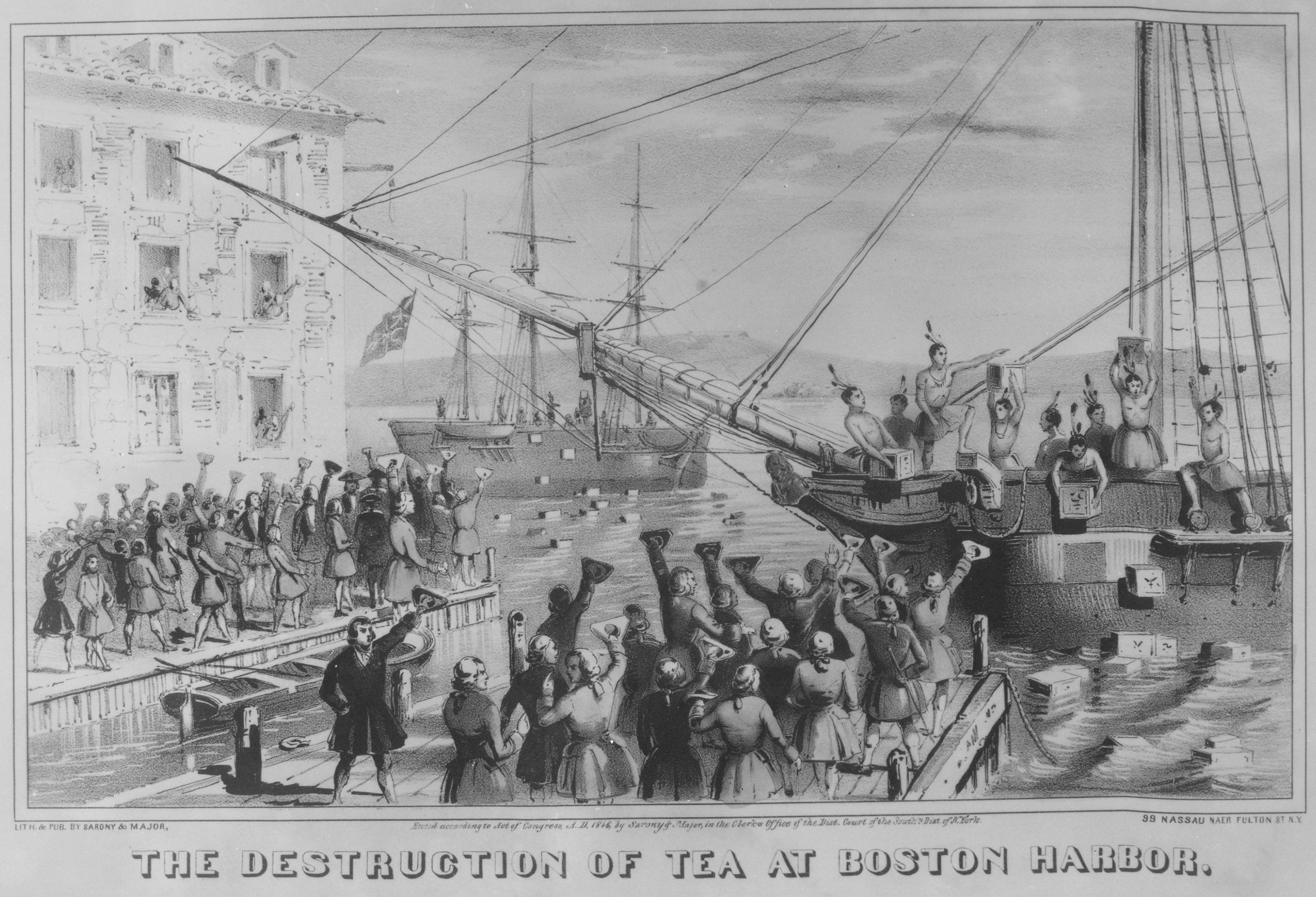
搗毀貨船上的茶葉並倒入海中——波士頓茶葉事件

最终导致美国革命以及美国独立战争的英国和北美殖民地之间的冲突起始于18世纪60年代，英国政府对北美殖民地开始徵税的决定。刚即位的英王乔治三世决定开始对北美殖民地征税以支付在法国印第安人战争中用来防守北美殖民地的支出。习惯于自治和独立的北美殖民地并不赞同这个决定。
英国议会于1764年4月制定的《糖税法》、1765年的《印花税》加深了北美殖民地和英国之间的隔阂。同年殖民地的印花税法代表大会通过了《权利和所受损失的宣言》，声称“无代表不纳税”，并且开始抵制英国货物。這場抵制的成功使得印花税法于次年被废止，同時增强了北美殖民地之间的向心力。但是英国仍旧试图从北美获取更多利益。1767年的《汤申法案》导致各殖民地再次对英国货物进行抵制。1773年的《茶税法》导致了波士顿茶叶事件。作为回应，英国制定了“不可容忍法案”和《波士顿港法》，关闭了波士顿港，並在麻萨诸塞实行军事统治。

### 大陆会议
为了应对英国的行动，纽约、宾夕法尼亚和罗德岛发起了一次大陆级别的北美殖民地会议。马萨诸塞州议会要求所有殖民地选择代表参与这次大会。

#### 第一次大陆会议
第一次大陆会议于1774年9月5日在宾夕法尼亚的费城举行。参与会议的有来自12个殖民地的56名代表（喬治亚州因总督干涉未能派代表参加）。:89独立并未列入议事日程，但是在会议上通过了向乔治三世表示抗议的请愿书。
第一次大陆会议同时也决定恢复贸易抵制，声明在每个市镇建立检查委员会来检查违犯协议的商人。检查委员会的建立是一个殖民地之间的合作，代表了向国家政府前进的一步。

#### 第二次大陆会议
1775年5月举办的大陆会议在英国和殖民地之间的枪声中进行，参与会议的有来自全部13个殖民地的代表，其中包含刚从伦敦斡旋失败归来的本杰明·富兰克林。会议的主要决议之一是建立一个军队，声明波士顿附近的战斗人员为大陆会议所属军队，选举乔治·华盛顿为司令官。大陆会议仍旧试图和英国进行和平谈判解决争端，于7月中旬再次向英王递交了請愿书。但是英国政府谴责了这次会议，认为大陆会议鼓励了造反行动，因此拒绝接受请愿书。8月23日，英国宣布北美殖民地处于叛乱状态。1776年初，战斗更加激烈了。
大会过程中，托马斯·潘恩的小册子“常识”出现在费城的书店，并且成为殖民地内最畅销的读物。很多人赞同他的观点：
组织我们自己的政府，乃是我们天赋的权利。当一个人如真考虑到世事的动荡时，他就会深深地相信，我们尽力以冷静审慎的态度来组织我们自己的政权形式，要比把这样一个重大问题交给时间和机会去支配更加无限的聪明和安全……
实际上，文中很多观点已经在当时很流行，不过他的行文确实吸引了很多读者。

## 独立宣言
1776年初，大陆会议通过了独立方案，建立一个政治实体并且寻求外国援助。大陆会议指派了以托马斯·杰斐逊为首的五人委员会起草这个宣言。独立宣言在1776年7月2日被通过，并且在4日被正式宣告。宣言包含了基于英国哲学家约翰·洛克的宪政思想的三项基本原则：自然权利、政府的合法性来自被统治者和被统治者改变政府的权利。

### 独立方案
針對英国对北美殖民地实行禁运的绝对封锁令的回應，1776年4月6日，第二次大陆会议通过了北美殖民地的港口除了英国以外向所有国家开放的决议。这个决议可以被解读为独立声明。次月，大陆会议建议各州建立脱离英国管治的政府。7月2日，弗吉尼亚的代表理查德·亨利·李于6月7日向大陆会议提出的一项决议案被通过。这个决议案中有：“联合殖民地是——而且有权利是——自由而独立的诸邦，它们解除了对于英国国王的一切臣属义务，因而与大不列颠国家之间的联系应该完全解体”。
独立方案并未规定如何实行，而且在当时各州处于事实上独立的状态。实际上，独立方案的真正重要性在于向外国以及殖民地人民强调新国家的合法性。新建的国家急需外国援助，而不完全从英国独立则无法與外国领导人签订外交协议。

### 独立宣言的通过

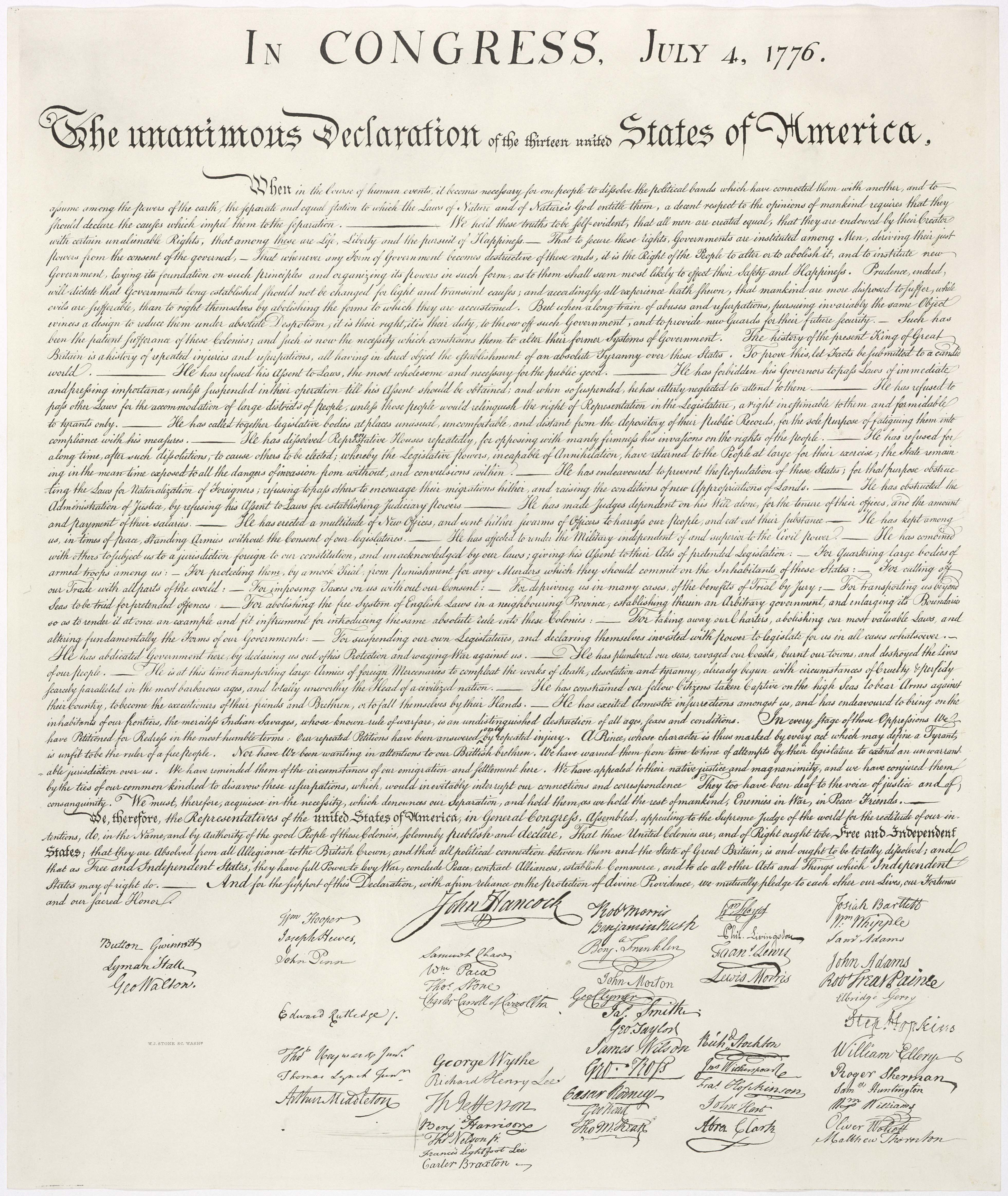
美国独立宣言

托马斯·杰佛逊认为在通过独立方案时列出殖民地从英国分立出来的原因是必要的。1776年6月，他被推舉为草拟独立宣言委员会的主席。虽然为了获得南部各州的支持，禁止奴隶交易的条款被除去了，但是大部分条款都在1776年7月4日被大陆议会通过。7月19日，《独立宣言》的正式标题被定为《北美十三国联合一致的共同宣言》。在8月2日，宣言被大陆议会成员签署。
独立宣言中的天赋人权观念在当时是革命性的。托马斯·杰佛逊的使用揭示了约翰·洛克对他的影响。在洛克于1690年出版的著作《政府论（两篇）》中，他声称所有人民具有生存的权利、享有自由的权利和财产权，而政府存在的意义是保护这些权利。另外，政府是通过社会契约——签署者同意创建并服从一个政府——而建立的。五月花号公约是最初的建立政府的社会契约之一。将财产权修改成对幸福的追求则标志着托马斯·杰佛逊在约翰·洛克的基础上更进了一步，卡尔·马克思称之为“第一个人权宣言”。
在声明约翰·洛克的宪政思想之后，独立宣言的主要内容是将殖民地的抵抗运动合法化。剩下的大部分内容是乔治三世对殖民地人民权利的限制。

## 共和主义的兴起
虽然殖民地声明了独立，但是独立的真正获得是在5年之后，英国军队在1781年的约克镇之役中投降的时候。在英国正式承认美利坚合众国独立的1783年巴黎條約之后，乔治·华盛顿解散了军队。但是各州仍然面对建立一个独立的联合国家的挑战。
一些中南部殖民地的殖民者要求建立一个强大的中央政府。但是自称共和主义者的新英格兰和維珍尼亞的反保皇党反对一个强大的中央政府。他们反对君主制、行政首脑制，以及任何限制本地群体的政府。在1776至1780年之间他们在各州政府中势力较大。
在当时，所有州都通过了自己的宪法。只有两个州的宪法是在英国皇家法规的基础上修改而成的，其他的都是全新的。宾夕法尼亚州和喬治亚州实行不被司法和行政制衡的一院制，而在几乎所有州，立法机构都占据统治地位。

## 邦联条例以及邦联制政府
对强大中央政府的恐惧导致邦联条例的通过，这创建了一个弱小的中央政府。邦联制意味着成员国和邦联议会之间的自愿服从关系，很少邦联能有效地执行权力。
1776年6月第二次大陆会议开始草拟邦联条例。邦联条例的最终版本在1777年11月15日完成，但是直到1781年3月1日最后一个州马里兰州才批准该条例。但是在这之前，其中的很多部分已经被实现了，例如大陆会议、统一的美国军队等等。
在邦联条例生效之后，十三个殖民地——现在应该称为十三个州——建立了一个邦联议会。邦联议会是一个一院制机构，每个州有一个代表。每年邦联议会会选择一个轮值主席，但是条例并未创建一个总统职位。国会具有外交、印制货币、规范州际贸易和处理州际纠纷等权利，但是缺少一个独立的财政来源，以及强制实行决议的手段。

### 条例的成就
条例的主要成就是解决了各州对西部土地所有权的纠纷。1781年3月马里兰州通过条例的条件就是西部土地划归邦联议会所有。1787年《西北法令》的正式通过则为公有土地上形成的未来各州的发展创下了先例。

### 条例的弱点
条例的弱点主要在于，虽然邦联议会具有外交和宣战的权利，但是没有收税的权利。邦联议会只能要求自愿捐赠。另外，邦联议会的条例需要9个州的批准才可以生效，并且对邦联条例的修改需要各州代表的一致同意和各州议会的一致批准。最后，邦联条例并未创建国家级别的法院。
邦联议会的运作基本上依赖于各州政府的同意。邦联条例仅仅规定了各州之间要形成一种“彼此友好盟邦”的关系，但是它们之间甚至展开了贸易战。 
条例的基本缺陷在于邦联议会没有收税的权利，而这导致邦联议会不能维持自己的军队。在各州拒绝满足邦联议会的财政要求时，邦联议会不得不出售西部的公有土地。因为严重的财政危机，邦联议会军队经常发生缺饷和欠饷的情况，无力应付外国入侵。

### 谢伊斯起义及其影响
因为条例的弱点，邦联议会在维护州际和平和秩序方面作用不大。各州之间开始产生分歧，不断互相提高关税。1784年的一次财政危机导致银行银根紧张，欠债的人经常锒铛入狱。
1786年马萨诸塞州的谢伊斯起义证明邦联议会无法保护公民免于武装叛乱以及提供足够的公共福利，使得政治领导人考虑更改这个条例。乔治·华盛顿写道："除非迅速采取补救措施，否则无政府及混乱状态必将接踵而至。"

## 宪法草案
1786年9月11日，維珍尼亞州召集的一个贸易会议在马里兰州首府安纳波利斯举行，但是参与者认为中央政府有很多问题急需更正。需要解决的严重问题有州和中央政府的关系、国会的权力、行政首脑的缺乏和经济策略的稳定性。
会议的结果是呼吁大陆会议于1787年5月在费城召开一个更大范围内的会议讨论国家的未来。大陆会议于1787年2月同意了这个决议。拥护弱化中央政府的共和主义者认为这次会议的唯一且特定的任務是修订邦联条例，但是拥护强化中央政府的人并不这么想。

### 会议代表
会议原定于5月14日召开，但是在5月25日到达会场的代表才达到法定人数。乔治·华盛顿被选举为会议主席。来自除罗得岛之外所有州的55名代表参与了费城会议。除去时年81岁的本杰明·富兰克林之外，其余代表的平均年龄是41岁。代表中有9人是种植园主，有15人是奴隶主，有14人曾任法官，有一半以上的人是律师，有29名代表受过高等教育。

### 讨论环境
为了保密，会议的讨论是暗中进行的。即使在炎热的夏日中，议事厅的窗户仍然紧闭。华盛顿更规定与会者不得以记日记或笔记的形式记录会议情况，但是詹姆斯·麦迪逊仍旧依靠其卓越的记忆力记下了一些个人笔记。在会议50年之后，他的日记被公开，公众才得以了解一些制宪会议的细节。

### 代表的组成
代表大多是国家主义者，支持一个具有实权的强大中央政府，而不是邦联条例下弱小的中央政府。乔治·华盛顿和本杰明·富兰克林支持分权和一个受到制衡的政府，但是愿意接受其他人选出的任何形式的政府。亚历山大·汉密尔顿甚至一度建议建立一个君主立宪政体，但是他的提案和美国与之抗争的英国政府太过相似，很快就被否决了。弗吉尼亚州代表詹姆斯·麦迪逊等人则支持一个基于民众支持的中央政府。一些共和主义代表则想要一个清净无为的政府。还有一些代表不关心政府的性质，而只关心西部土地的所有权是否仍旧由中央政府——也就是所有州——所共有。纽约州的两个代表反对建立全国性的政府，并且在看到会议的制宪进程之后退出了会议。

### 弗吉尼亚方案
从会议首日就开始的讨论，产生了两个方案。尽管会议的宗旨是修正邦联条例，弗吉尼亚州代表詹姆斯·麦迪逊经过会议之前对欧洲政治的学习，却设计了全新的弗吉尼亚方案：
- 议会分成两院制，两院代表由人口多少决定。议会采取两院制，下院由人民直选，上院由各州议会提名、由下院选举。议会具有否决各州所立法律的权力。
- 创建行政首脑职位。行政首脑由立法机关选举产生。
- 创建最高法院，成员由立法机关指派。

这个提案由埃德蒙·伦道夫于5月29日向会议提出，在6月14日经过会议制定的委员会修正后定稿，但是小州很快发现它们的代表权在此方案中被削弱了，于是提出了它们自己的计划。

### 新泽西方案
新泽西州代表威廉·帕特森在6月15日提出了邦联条例的修正案，主张各州平等。。他的观点是邦联条例下每州都有平等的代表权，而会议不应该试图改变这一点。他的提议如下：
- 邦联条例的基本原则——每州各有一票表决权——保持不变。
- 国会将具有规范贸易和税收的权力。
- 国会创建的法律将高于各州的法律。
- 国会将选举成立一个行政机关。
- 行政机关将创建一个最高法院。

新泽西方案和弗吉尼亚方案有很多相似之处。最大的不同是国会创建的法律的地位，这在后来也被加入了宪法。
大多数代表倾向一个强大的政府而不愿选择新泽西方案，但是针对代表权如何分配的争论旷日持久。在6月27日，分歧再次全面爆发，一些小州威胁要退出会议，讨论似乎陷入了僵局。

### 康涅狄格妥协案
7月5日，康涅狄格州代表罗杰·舍曼（Roger Sherman）提出一项折衷方案：
- 议会分成上下两院
- 众议院中每个州的代表数自由州内自由民加上五分之三的奴隶的数目决定。
- 参议院中每个州都有两个代表，由州议会选举

这个方案打破了僵局，但是每州在参议院享有一票的代价是人口较少的州可以在参议院中占有与其人口数量不相匹配的权利。无论如何，小州和大州都同意这个方案。另外，参议院也可以制衡很多人认为可能被大州控制的众议院。

### 五分之三妥协
康涅狄格妥协案也基本解决了另外一个问题：奴隶的代表权问题。在当时奴隶在很多北方州仍然合法，但是在南方则更加普及。一些代表要求在国家范围内废止奴隶制，而南方的代表反对这个提案。更进一步，他们要求奴隶被计入用于计算代表众议院代表数目的人口中。北方的代表反对这个提案，反对奴隶被计入。罗杰·舍曼的五分之三妥协是南北双方的一个折衷。
五分之三条款也显示了南部州在会议中的影响。实际上并无选举权的奴隶按五分之三计算说明了众议院和选举团的代表数目部分由奴隶主拥有的私有奴隶数目决定，实际上增加了奴隶主和南方在国会中拥有的代表权。
五分之三条款并未完全解决奴隶问题，在关于是否禁止奴隶贸易的问题上也有争论（在当时的条件下，奴隶的寿命很短，需要从非洲补充）。最终达成的协定是在1808年之前不禁止奴隶贸易，并且逃到北方禁奴州的奴隶将被遣返。

### 其他问题
在依赖于农产品出口的南方的努力下，国会放弃了出口税，但是获得了管理贸易的权力。在组建法院问题上的分歧导致一个最高法院和国会決定法庭制度的创建。在最高法院成员组成上的妥协是：法官由总统提名，而由参议院确认。

### 达成最终协定
尽管康涅狄格妥协在7月中达成，但是行政机关和司法机构的组成仍旧没有解决。剩下的工作被转移到一个5人的细节委员会。在孟德斯鸠《法意》中论述的三权分立思想的影响下，联邦党人和反联邦党人都致力于将权力分离，在行政、立法和司法机关之间建立平衡。细节委员会在8月6日提出了最终的宪法草案。

## 最终版本
1787年9月17日，39名代表签署了宪法。宪法确认了五项基本原则：
- 人民主权：政府由人民控制。
- 共和政府：决定政策的代表由人民选举。
- 受限政府：政府的行为受法律的限制。
- 权力划分：三权分立，防止一个部门独大。
- 联邦體系：保证州级政府的权力。

## 批准
从起草宪法的辩论和斗争就可以预见到宪法批准的困难。签署宪法之后，代表们就开始致力于让宪法在各州议会中获得批准。和邦联条例不同的是，代表们同意只要9个州批准了宪法，那么宪法就开始生效，而每个州需要自行举办批宪会议。
批准宪法的斗争之中，一方是支持强大中央政府和批准宪法的联邦主义者，另一方是反联邦主义者，反对宪法的起草和批准。大部分签署了宪法的代表是联邦主义者一方，比起他们的对手来说，据有两个优势。他们具有从起草过程中获得的为宪法辩护的经验和对宪法的了解，以及可以影响州议会选举的财产。反联邦主义者的优势是只需维持现状。

### 联邦党人文集

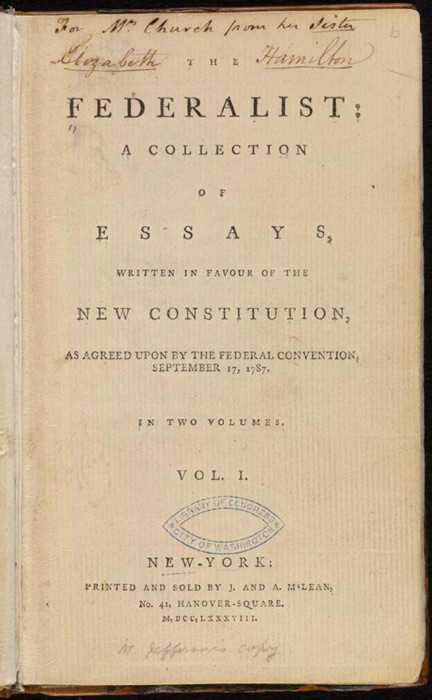
《联邦党人文集》一个早期版本的封面

在较具影响的纽约州，从1787年10月27日开始到次年5月28日，亚历山大·汉密尔顿、詹姆斯·麦迪逊和约翰·杰伊编写的联邦党人文集在宪法的批准过程中有很大影响。反联邦主义者的反击主要集中于少数人创建的宪法可能创建寡头政府、政府可能夺取人民权利和自由等等。这来源于当时影响很大的孟德斯鸠的理论，只有在直接代表制或者小选区的代表立法制政府下，自由才有保障。詹姆斯·麦迪逊的共和国制在当时并不得人心。

### 批准宪法之路
特拉华州、新泽西州、和康涅狄格州很快以较大优势批准了宪法。在1786年的谢司叛乱所在的马萨诸塞州，在联邦主义者承诺制订《权利法案》之后才以微弱优势批准了宪法。马里兰州和南卡罗莱那州之后也很快以较大优势批准了宪法。尽管第9个州新罕布什尔州在1788年6月批准了宪法，达到了宪法生效所需的州数，正式确认了宪法的地位，但是如果纽约州和弗吉尼亚州不批准宪法的话，那么宪法生效的意义并不大。对权利法案的承诺使得宪法在弗吉尼亚州以微弱优势获得通过。在纽约州，华盛顿说服了反联邦主义者领袖埃德蒙·伦道夫，再次保证将修订宪法，同时联邦主义者控制的纽约市威胁要独立，才使得宪法以微弱优势获得通过。北卡罗来纳州和罗得岛州直到美国权利法案通过之后才批准宪法。

## 权利法案
宪法的批准可能应该归功于反联邦主义者的不懈坚持最终迫使联邦主义者不得不修正宪法以保护个人自由。为了预防政府对权力的滥用，从前反对加入人权法案条款的詹姆斯·麦迪逊搜集了两百多条各州对宪法的保留意见，在后来总结成17条修正案，国会去掉了其中5条。在1789年有12条修正案被提交各州批准，其中10条在1791年12月15日被通过，成为前十个宪法修正案。第11条在203年之后，亦即1992年最终获得批准，成为宪法第27条修正案。第12条仍然在讨论中。
1791年12月15日权利法案在弗吉尼亚州被批准之后正式生效。这使得在各州的权力不受到很大限制的情况下，公民的权利在国家级别受到保护，而不再依赖于州内法律和各州的权利法案。直到美国内战之后通过的第14条宪法修正案才开始对各州的权力进行较大限制。

## 宪法修正案
修正宪法是一个两步的过程。第一步是提出一个新的宪法修正案。这可以通过由国会提出，并获得众参两院三分之二多数票的通过；或由三分之二的州议会提出(从来没有采用过)。第二步是提交州议会批准。提出的修正案须得到四分之三的州议会的批准，或者在州制宪会议中获得四分之三的多数才能生效。
从1919年开始，国会对批准宪法修正案設定了一个期限，屆時未獲批准，则该修正案失效。国会规定的批准期限最短的是3个月零7天（第26条修正案），但是大多数为7年。第27条修正案是1789年9月25日提出的，当时并未规定批准期限，经过了202年7个多月，才在1992年5月7日被批准。
宪法修正案所需的多数和投票次数是僅有极少数被提交国会的宪法修正案被批准的原因。截至2005年，超过一万条宪法修正案被提交国会，但是只有33条被提交各州、27条被批准。而其中的第21条宪法修正案是用于废止第18条宪法修正案（禁酒令）。

## 宪法的更新
尽管几个世纪以来宪法只有屈指可数的几个修正案，但是宪法的内容更频繁地以另一种方式来适应新的情况。在将立法权授予国会、将行政权授予总统之后，美国宪法第三章将司法权授予联邦最高法院及国会设立的若干下级法院。自从1803年著名的马伯利诉麦迪逊案之后，美国最高法院声称拥有了违宪审查权。最后，日常政府行为、司法解释以及风俗习惯的变化都对宪法的意涵有所影响。

### 国会的立法
宪法规定将立法权授予国会，给与了国会广泛的权利。举例来说，宪法中规定了“国会有权规范州际和国际贸易”，但是并未给出“州际和国际贸易”的定义，而国会得以通过立法来给出它们的定义，例如1964年民權法案就是引用了规范贸易条款。

### 行政机关的行为
宪法规定将将行政权授予总统。举例来说，总统可以在国会宣战之后宣布国家进入紧急状态，之后可以逮捕和无限期拘禁公民而不对他们进行起诉。同时，总统也可以和外国首脑制订条约，即使宪法并未对此做出具体规定。

### 违宪审查
如果有人起诉，那么州法院可以裁定州议会的法律违宪，而最高法院甚至可以裁定联邦政府、州政府和州议会的行为或者法律违宪。举例来说，虽然电子监听手段在制订宪法时还不存在，但是最高法院仍然可以引用宪法第四条修正案来规范政府监听公民的行为。

### 司法解释
通过违宪审查过程，最高法院可以以不同的方式解释宪法。举例来说，「隔離但平等」的种族隔离制度在1896年普萊西訴弗格森案被裁定合乎宪法第十四條修正案所保障的「同等保護權」。但在1954年的布朗訴托皮卡教育局案中，美國最高法院認為，討論制憲當時的背景，並不足以解決本案的問題，最終裁定违宪。

### 其他
宪法并没有预料到很多新事物的出现，例如政党、内阁、媒体辩论、电子选举系统等等，但是宪法创建的国会、行政和司法部门的灵活性使得政府可以不断适应新的情况。